# Allaines
Allaines (picardisch: Alaine) ist eine französische Gemeinde mit 419 Einwohnern (Stand 1. Januar 2022) im Département Somme in der Region Hauts-de-France im Norden von Frankreich. Die Gemeinde gehört zum Kanton Péronne und ist Teil der Communauté de communes de la Haute Somme.

## Geographie
Die Gemeinde, die sich aus den Ortsteilen Allaines (westlich des Bachs Tortille) und Haut-Allaines (östlich des Bachs Tortille) zusammensetzt, liegt am Canal du Nord und wird von den Départementsstraßen D1017 und D43 berührt.

## Geschichte
Die Gemeinde wurde mit dem Croix de guerre 1914–1918 ausgezeichnet.

## Bevölkerungsentwicklung
| 1962 | 1968 | 1975 | 1982 | 1990 | 1999 | 2006 |
| ---- | ---- | ---- | ---- | ---- | ---- | ---- |
| 348  | 376  | 375  | 465  | 429  | 395  | 430  |

## Verwaltung
Bürgermeister (Maire) ist seit 2001 Etienne Deffontaines (UMP).